# Howard Norris
Howard Norris (ur. 11 czerwca 1934 w Porth, zm. 30 stycznia 2015 w Cardiff) – walijski rugbysta, reprezentant kraju.
Karierę sportową rozpoczął w lokalnym klubie Tylorstown RFC, a w roku 1958 związał się z Cardiff RFC, dla którego w ciągu kolejnych czternastu sezonów rozegrał rekordowe 413 spotkań, będąc również kapitanem zespołu. Pięciokrotnie zagrał w barwach Barbarians, w tym w meczu z All Blacks.
Na sprawdzianach kadry pojawiał się od 1959 roku, a pierwsze powołanie otrzymał cztery lata później. Dla walijskiej reprezentacji zagrał dwukrotnie przeciwko Francuzom w edycjach 1963 i 1966 Pucharu Pięciu Narodów. Znalazł się także w składzie British and Irish Lions na tournée w 1966, gdzie zagrał w trzech testmeczach z All Blacks i czternastu spotkaniach z zespołami regionalnymi.
W wykształcenia był nauczycielem, pozostał jednak związany ze sportem w roli działacza i trenera. Zmarł w domu opieki w wieku osiemdziesięciu lat.